# Бурхард VIII фон Хоенберг
Бурхард VIII фон Хоенберг (на немски: Burchard VIII Graf von Hohenberg; † между 13 декември 1377 – 10 август 1381) от линията Цолерн-Хоенберг на швабската фамилия Хоенцолерн е граф на Хоенберг и Вилдберг на река Наголд в Шварцвалд.

## Произход
Той е син на граф Буркхард VII фон Хоенберг († 1353 1355/ или ок. 1359) и съпругата му Агнес († сл. 1319) или Аделхайд фон Калв-Файхинген, дъщеря на граф Конрад IV фон Калв-Файхинген († 1321).
Братята му са граф Конрад I фон Хоенберг-Алтенщайг († 1356) и Ото III фон Хоенберг († сл. 13 декември 1377), монах в Хорб.

## Фамилия
Бурхард VIII фон Хоенберг се жени пр. 9 април 1353 г. за Анна фон Хоенлое-Браунек († сл. 1365), дъщеря на Готфрид II фон Хоенлое-Браунек († 1354) и Маргарета фон Грюндлах († сл. 3 септември 1351). Те имат двама сина:
- Конрад II фон Хоенберг-Вилдберг-Булах († 1419, вер. в Ройтин), свещеник в Зулц (1377)
- Буркхард IX фон Хоенберг-Вилдберг († сл. 1390/8 септември 1393), каноник във Вюрцбург (1348/1389), генералвикар (1377), дякон (1390/1391), каноник в Трир (1385), архдякон (1386), става доминикански монах